# Colonești, Olt
Colonesti là một xã thuộc hạt Olt, România. Dân số thời điểm năm 2002 là 2230 người.